# Гирмен
Ги́рмен (болг. Гърмен) — село в Благоєвградській області Болгарії. Адміністративний центр громади Гирмен.

## Населення
За даними перепису населення 2011 року у селі проживали 1998 осіб.
Національний склад населення села:
| Національність   | Кількість осіб | Відсоток |
| ---------------- | -------------- | -------- |
| болгари          | 1179           | 61,9%    |
| цигани           | 715            | 37,5%    |
| турки            | 0              | 0%       |
| інша             | 6              | 0,3%     |
| не визначились   | 5              | 0,3%     |
| Всього відповіли | 1905           |          |

Розподіл населення за віком у 2011 році:
Динаміка населення: